# 卡罗尔·布朗
卡羅爾·伊迪斯·布朗（Coral Edith Browne 1913年7月23日—1991年5月29日）是一名澳大利裔美國女演員，出演過不少戲劇和電影，1984年憑藉《英國人在國外》獲得英國電視學院獎最佳女演員獎。

## 家庭
她出生於1913年，有兩個兄弟。她曾在國家美術館藝術學校（National Gallery Art School）讀書，21歲時被人引薦給英國演員瑪麗·坦皮斯特，因此帶著50英鎊前往英格蘭發展 。
她在倫敦出演了不少舞台劇，住在伦敦的薩伏伊酒店。1936年涉足電影界，1938年又開始拍電視劇。1950年，她和演員菲利普·皮爾曼（Philip Pearman）結婚，直至丈夫在1964年去世。在拍攝電影《血染莎剧场》（1973）期間，她結識了文森特·普萊斯，並在1974年10月24日結婚。由於與普萊斯結婚，她在1987年獲得美國籍。
1991年，她因乳腺癌在洛杉磯逝世。

## 外部連接
- Coral Browne Collection（页面存档备份，存于） at the Performing Arts Collection, Arts Centre Melbourne
- 互聯網百老匯資料庫（IBDB）上卡罗尔·布朗的資料（英文）
- 卡罗尔·布朗在互联网电影资料库（IMDb）上的資料（英文）
- Coral Browne biography and filmography 在英國電影協會的Screenonline